# 149 (число)
Вижте пояснителната страница за други значения на 149.
149 (сто четиридесет и девет) е просто, естествено, цяло число, следващо 148 и предхождащо 150.
Сто четиридесет и девет с арабски цифри се записва „149“, а с римски цифри – „CXLIX“. 149 е на 35-о място в реда на простите числа (след 139 и преди 151). Числото 149 е съставено от три цифри от позиционните бройни системи – 1 (едно), 4 (три), 9 (девет).

## Общи сведения
- 149 е нечетно число.
- 149-ият ден от годината е 29 май.
- 149 е година от Новата ера.